# John Sörenson
John Emil Sörenson (Malmö, 15 settembre 1889 – Lidingö, 25 ottobre 1976) è stato un ginnasta svedese.

## Palmarès

### Olimpiadi
- 2 medaglie:
  - 2 ori (Stoccolma 1912 nel concorso svedese a squadre; Anversa 1920 nel concorso svedese a squadre)